# Marcos Arruda
Marcos Arruda da Cunha Rêgo (João Pessoa, 21 de abril de 1947) é um engenheiro, professor e político brasileiro. Integrou a Câmara Legislativa do Distrito Federal em sua segunda legislatura, de 1991 a 1995.

## Biografia
Nordestino, Arruda se tornou morador de Brasília logo após sua inauguração, em 1962. Graduado em engenharia civil e administração de empresas, trabalhou como técnico do Geipot e professor de matemática. Atuante no movimento sindical, presidiu a Associação dos Servidores do Geipot.
Na política, Arruda foi prefeito da SQS 309 e integrou o Comitê pela Vida Contra a Miséria e a Fome. Na eleição de 1994, concorreu a deputado distrital pelo Partido da Social Democracia Brasileira (PSDB), sendo eleito com 4.620 votos. Na Câmara Legislativa, além de liderar a bancada tucana, também presidiu a Comissão de Assuntos Sociais.
Arruda concorreu à reeleição em 1998, pelo Partido do Movimento Democrático Brasileiro (PMDB), mas não logrou êxito, tendo obtido 4.048 votos. No pleito de 2002, concorreu à vice-governadoria na chapa liderada por Benedito Domingos. A dupla alcançou a terceira colocação, com 7,27% dos votos. Em 2014, concorreu novamente ao legislativo distrital, e, ao receber 403 votos, igualmente não foi bem sucedido.
Em 2020, Arruda filiou-se ao Avante de seu estado natal.